# Митологија
Митологија (грч. Μυθολογία; прича, предање, изучавање или наука о предањима) је систем међусобно више или мање повезаних митова који се преносе као предање (света прича) у одређеној заједници. Најбогатије митологије јавиле су се у првобитним заједницама родовског друштва у доба варварства и обухватају свет наивне фантазије настањен боговима, херојима и другим натприродним бићима која се уплићу у судбине људи, усмеравајући их. Митологија је уједно фантастична историја одређене заједнице и преноси се с поколења на поколење као светиња. Митологија је такође наука која се бави систематским испитивањем, излагањем, упоређивањем и објашњавањем митова, доприносећи бољем познавању људских култура или научно студирање митова. Митови су у ствари „свете приче” које људи казују како би себи приближили многе за њих необјашњиве природне феномене, своју историју, моралне и правне обичаје и слично.
Мит је карактеристика сваке културе. Многи извори митова су предложени, од персонификације природе или персонификације природних појава, до истинитих или хиперболичних виђења историјских догађаја до објашњења постојећих ритуала. Културе колективне митологије помажу у преношењу припадности, заједничких и религијских искуства, модела понашања и моралних и практичних лекција.
Изучавање митова је почело у древној историји. Ривалне класе грчких митова по Евхемеру, Платону и Салустијусу су развијене посредством неоплатониста и касније су их оживели ренесансни митографи. Компаративна митологија 19. века је реинтерпретирала мит као примитивног и неуспешног супарника науке (Тајлор), „болест језика“ (Милер), или погрешно тумачење магијског ритуала (Фрејзер).
Недавни приступи често посматрају митове као манифестације психолошких, културних или друштвених истина, а не као нетачна историјска гледишта.

## Научна класификација
Већина религија се може проучавати кроз четири основна одсека и њихову претходницу.
Преанимизам, како етнолози називају Врачање – магију, претходило је и створило религију. Не претпоставља ни демоне ни душе покојника, оно оперише само са оном неодређеном духовном силом, која је иманентна људима у целој природи, а та духовна сила је мана а дисциплина вере манаизам
1. Општа анимологија као грана или анимизам као веровање, при чему је први облик те религиозности био манизам. Манифестациони облици су били култ предака и култ природе и у том склопу магијска пракса која их прати као саставни део сваке религије. Укратко, анимизам је такво веровање по којем је целокупна стварност прожета или настањена духовима или душама, и у извесном смислу та је стварност замишљена као жива. На првом степену у манизму, духовна сила је имперсонална, али присутна у читавој природи.
2. Демонологија,[4] као виши и у историјском смислу млађи слој религиозности, на ком се ступњу сада и природа и човек, људски свет посматра као инкарнација демона, безличних облика волшебних бића, која настањују шуме и воде, камен и васиону, али и животињски свет-змија, вук, петао, медвед, као и у самосталном полуљудском облику, вампир, змај, караконџула, виле. Сматра се нетачна класификација као нижа биће или нижом митологијом, јер постоји засебни, виши степен који се зове митологија.
3. Митологија, као виши и млађи ниво историјске артикулације религије, на коме у већој или мањој мери перзистирају и сви ранији слојеви, и општа духовна анимистичка снага, безлична сила Мана, Оренда, Вакан, као и демонска обличја са другог нивоа. Митологија се јавља као систем који не мора да је увек и сасвим уобличен, он садржи и низ митских ликова, божанстава, хероја надљудске снаге, који се диференцирају у строго људском облику. Манифестне форме ове религиозности су Хтонизам –богови доњег света, и Соларно божанство – богови горњег света.
4. Откривена религија- хришћанство, јудаизам, ислам, будизам као најмлађи стадијум религијске индивидуализације. Пут од мане иде преко демонологије и митологије као форми полуљудских и људских божанских ликова, где божанства попримају људски облик али у мноштву богова – Политеизам . У монотеистичким религијама бива окончан процес религијске индивидуализације, па се ствар завршава у духовности једне божанске личности — Бог.

## Митолошка прича
Митолошка прича или мит је симбол, односно, скуп симболичних слика произашлих из људске психе. Представљена је кроз симболе, јер другачије није ни могуће, зато што преноси истинску поруку коју се речима не може објаснити. Митологија је тачка сусрета познатог и непознатог, односно, људске свести и подсвести. Она је људима некада служила као водич кроз животна искушења и животне изазове. Уз ритуал и уметност, митологија је чинила религијску целину и ова три елемента, ако су одвојена, губе на моћи своје поруке. Део митова бави се тематиком сазревања појединаца - прелаз из детињства и адолесценције (психолошке зависности) у самоодговорну и независну одраслу особу. Митологија је некад, кроз своју универзалну поруку, доводила људе у склад са светом у којем живе.
Друге приче у митологији обично објашњавају постанак свемира, природне феномене и, уопштено, све појаве за које не постоји једноставно и логично објашњење. Немају сви митови потребу да објашњавају непознато. Постоје и митови који такође садрже натприродне појаве и догађаје, али су то пуно једноставније и краће приче које се једноставно преносе усменом предајом с генерације на генерацију.
Митологија, дакле, представља скуп прича, можда неким делом и истинитих, делом легендарних, а највећим делом метафоричких или симболичких, те се у њима том „измишљеном“ стварношћу покушава предочити оно људима несхватљиво. Митологија је метафора стварности коју су користиле генерације човечанства с намером да подуче, пренесу мудрост или једноставно дају одговор на „оно нешто непознато.“ Из тог разлога лако је приметити да је митологија често утеловљивала и народну или већ припадајућу религију становништва. С обзиром да је митологија једнако као и религија у то доба често играла улогу коју данас заузима наука, не може се о њој више причати као о науци, с обзиром да не поседује никакве научне методе, али може се говорити о њеном утицају на развој човековог размишљања.

## Религија и митологија
Ликови у митолошким причама најчешће су и религијски, па су митологија и религија разних народа уско повезани.
На темељу митолошке приче настаје религија, институционализована вјера. Религија узима митолошку причу и чини од ње догму, односно религијску слику коју се не сме преиспитивати. Тако се митолошка причу, која је изворно поетичног и флуидног карактера, претвара у дословну чињеницу или пак историјски догађај. На темељу тако институционализиране религије настају људске цивилизације вођене њиховом верском заједницом.
Док се митолошка причу живи пуним плућима, односно док њени симболи користе слике које одговарају савременом начину живљења, савременим проблемима људскога живота, те се приче или слике нипошто не сматрају „митологијом“ него „чињеницом“. Другим речима, најбоља дефиниција митологије у нашем свету јесте „религија других народа, али никако моја религија“. Овакав одбојан став према митологији долази из уобичајеног схватања утемељеног у 19. веку међу ауторима „демитологизаторима“ који су митологију дефинисали као нешто лажно, неистинито, измишљено, као фикцију или пак причу за забаву, а то није било прикладно за време великог узлета „разума“ и „стварног, реалног света“.
Може се рећи да постоје два различита начина читања митолошког текста:
- религијски начин који од мита чини чврсту, чињеничну, круту, прозну слику, историјски догађај.[9][10]
- и уметнички начин који мит посматра као поезију, песму, метафору која се односи, како на мистерију универзума, тако и на људску унутрашњу мистерију која се не може другачије изрећи осим путем песме, односно уметности.

## Модерна митологија
Понајбољи примери модерне митологије доносе популарни филмски и телевизијски серијали.
То су серијали Звездане стазе, који је створио Џин Роденбери и Ратови звезда, који је осмислио Џорџ Лукас.
Од књижевности се издваја трилогија Господар прстенова. Затим су ту још и митолошке приче приказане кроз цртане филмове Волта Дизнија, као што су Краљ лавова и Легенда о медведу.

### Господар прстенова
Господар прстенова даје одговоре и објашњења о постанку света, понешто о човеку и даје једну алтернативну причу о настанку света, један нови увид, нов начин размишљања. Главна симболика коју прича јасно наглашава је симболика прстена. Прстен симболизује моћ. Моћ је представљена као једна од основних људских слабости и највећих кушњи коју само ретки и чврсти могу савладати. Човек се пред искушењем моћи врло лако сломи и убрзо моћ почне контролисати човека, а не обратно. Управо због тога, прича нам представља врло посебне јунаке − мале људе, хобите. Порука је јасна − мали је човек способан за велике ствари.
Између осталог, ова митолошка прича показује и вредности заједничког рада и пријатељства. Главни јунак, Фродо Багинс, који жртвује своје тело како би био изједен изнутра од стране прстена, никада не би успео уништити прстен да му није помогао његов верни пријатељ Сем Гемџи.

### Ратови звезда
Ратови звезда је митолошка прича која се такође темељи на одређеним симболима људске подсвести. Првенствено, оно што је иновативно у овом делу је свемирски простор који није у целости обухваћен људским сазнањима. На тај начин он подсећа на места у која нико пре није крочио, попут шума, пустиња или пећина у старим митовима.
Осим тога, приказан је главни јунак, Анакин Скајвокер, који је, такорећи, рођен „по духу светом“ и он представља избавитеља, месију, спаситеља који ће уништити злу силу и вратити мир галаксији. Ово је и те како симболика која може пронаћи своје везе с Исусом Христом.
У целости, ова прича говори о систему, државном и политичком устројству, које се супротставља човечности, а то је управо оно с чиме се човек данашњице сусреће. Хоће ли систем човека лишити његове човечности или ће човек успети да користи систем у људске сврхе.
Три преднаставка говоре о паду јунака за кога је проречено да ће уништити злу силу која је обузела читави универзум. У својој жељи да спаси жену од умирања, због своје привржености и немогућности да се помири са животом, јунак пада и прелази на оно што је симболично названо Тамном страном силе.
Оригинална трилогија представља стару митолошку причу о јунаковој пустоловини која ће формирати његов карактер. Приче о јунацима попут ових симболишу оно што се догађа у свакоме од нас кроз нашу појединачну пустоловину живота. Оне помажу људима, кроз своју симболику, у трансформацији свесности и омогућују им испуњенији и лакше прихватљивији живот препун искушења.
Џорџ Лукас је серијал филмова Ратови звезда написао инспирисан највећим митологом нашега времена, Џозефом Кембелом и његовим ремек делом The Hero with a Thousand Faces. Исти је случај и са Волт Дизнијевим анимираним филмом Краљ лавова.

## Митологије по регијама

### Африка
Зулу митологија
Египатска Митологија

### Азија
Будистичка митологија
 Јапанска митологија
 Кинеска митологија
 Корејска митологија
 Индијска митологија

### АустралијаиОкеанија
Малинизејска митологија
 Микронезијска митологија
 Полинезијска митологија
 Митологија Абориџина

### Блиски исток
Арапска митологија
 Хришћанска митологија
 Исламска митологија
 Сумерска митологија
 Јеврејска митологија

### Европа
Англосаксонска митологија
 Енглеска митологија
 Етрурска митологија
 Грчка митологија
 Келтска митологија
 Хришћанска митологија
 Немачка митологија
 Римска митологија
 Словенска митологија
 Нордијска митологија
 Религија и митологија Старих Словена
 Српска митологија

### Северна Америка
Америчка митологија
 Навахо митологија

### Средња АмерикаиЈужна Америка
Митологија Астека